# Гизель Баварский

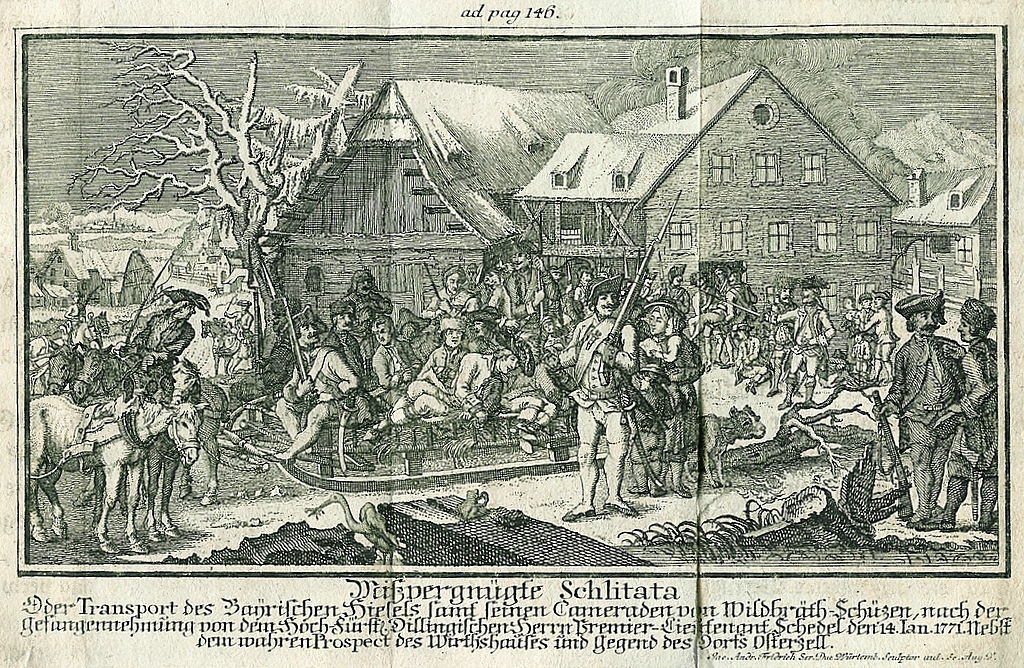
Арест Гизеля Баварского

Гизель Баварский настоящие имя и фамилия – Матвей Клостермейер (нем. Matthias Klostermayr, Bayerische Hiasl или Bayerische Hiesel; 3 или 13 сентября 1736, Киссинг – 6 сентября 1771, Диллинген-ан-дер-Донау)  – немецкий разбойник XVIII века, атаман шайки, долгое время державший в страхе всю Баварию и швабско-баварское приграничье.

## Биография
С 12 лет работал в соседнем замке, чтобы обеспечить семью средствами к существованию. В 16 лет потерял мать. Два с половиной года работал помощником егеря и охотника у иезуитов, после конфликта с которыми был уволен. 

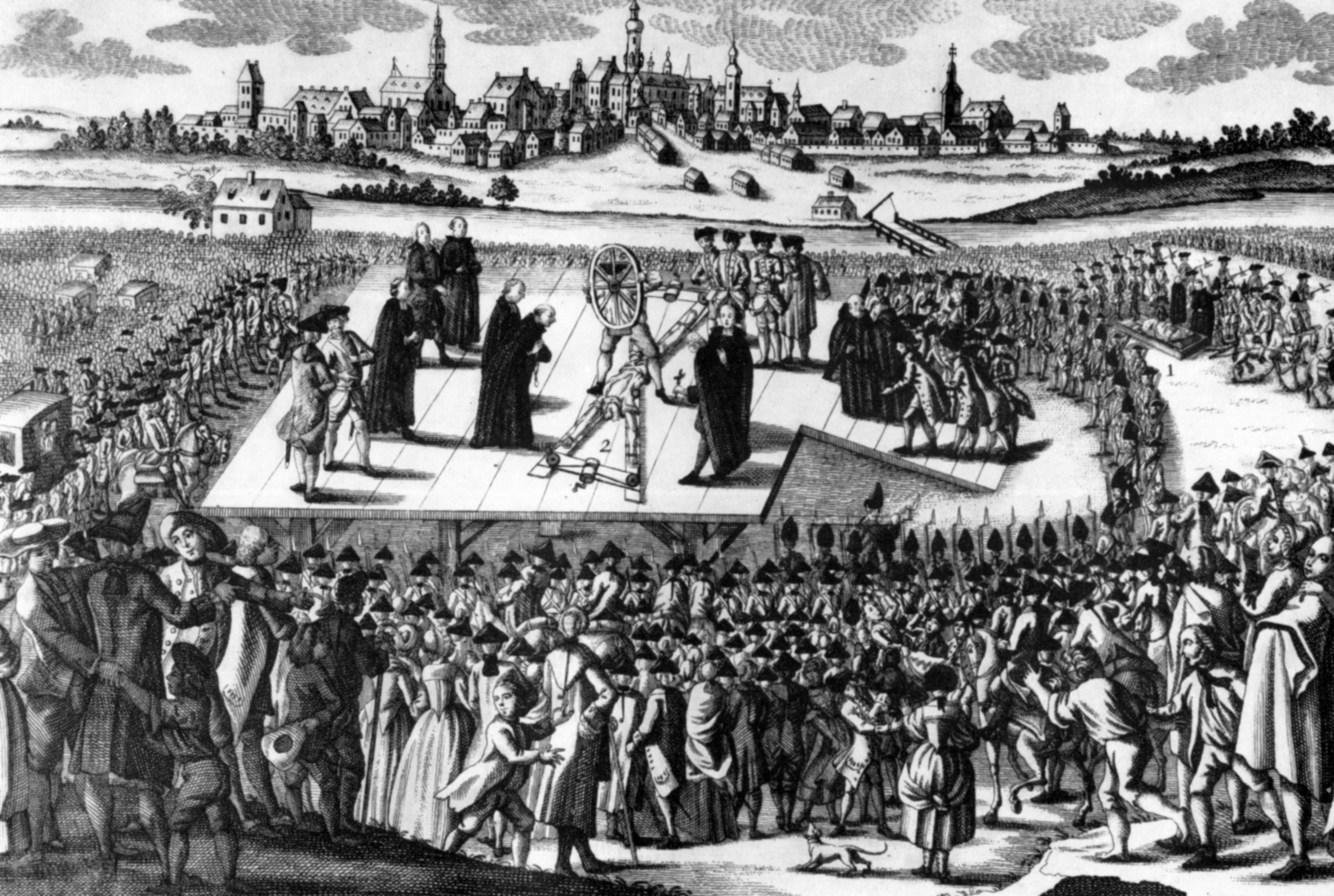
Казнь Гизеля Баварского

Сначала занимался браконьерством. После того как его коллега-браконьер Штернпуц был убит егерями, Клостермейер стал разбойничать по большим дорогам, начал нападать на органы власти и другие государственные учреждения с бандой численностью до 30 человек. Например, украл деньги, собранные от налогов из офиса в Тефертингене, и раздал их местным жителям. 
Собрал вокруг себя настоящую шайку, большей частью из крестьян, и после целого ряда убийств и преступлений, наконец, был пойман вместе с некоторыми своими товарищами после перестрелки 14 января 1771 года швабским военным отрядом под командованием лейтенанта Й. Шеделя на постоялом дворе в Остерцелле. Предстал перед судом и был приговорён к смертной казни и примерному наказанию в Диллингене: задушен, затем колесован, обезглавлен и четвертован.